# 영주권

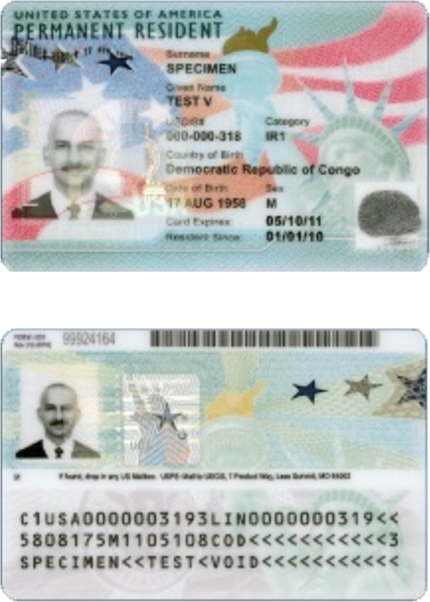
다른 모든 미국인의 것과 유사하게 미국 어디에서나 영구적으로 거주할 수 있는 권리를 보유자에게 부여하는 미국의 2017년 영주권 카드(그린카드)의 샘플이다. 한 사람이 미국 시민이 되기 전에, 그들은 최소 5년 동안 영주권자이고 다른 귀화 요건을 모두 충족해야 한다.

영주권(永住權, 영어: permanent residency) 또는 영구거주권(永久居住權)은 외국인이 그 나라의 국적을 소지하지 않고도 영주 체류하고 취업할 수 있는 권리이다. 영주권을 가진 사람을 영주권자(永住權者, permanent resident)라고 부른다. 영주권 제도를 시행하는 국가에서는 영주권자가 해당국의 공항에서 내국인 줄로 출입국할 수 있다.

## 같이 보기
- 미국의 영주권
- 시민권
- 미국 시민권
- 외국인
- 귀화